# Ellen Bergman
Ellen Anna Bergman, född Hollender den 23 april 1919 i Göteborg, död 6 mars 2007 i Stockholm, var en svensk regissör, koreograf, skådespelare och dramatiker.

## Biografi
Ellen Bergman var dotter till direktör Gunnar Hollender och hans hustru Inger, född Lindman. I samband med moderns andra äktenskap erhöll hon efternamnet Lundström. År 1944 gifte hon sig med fotografen Christer Strömholm. Äktenskapet blev dock kortvarigt och 1947 gifte hon om sig med regissören Ingmar Bergman, med vilken hon redan hade dottern Eva. Tillsammans fick de ytterligare tre barn, Jan och tvillingarna Anna och Mats. Den formella skilsmässan från Ingmar Bergman ägde rum 1952.
Ellen Bergman växte upp i ett strikt borgerligt hem i Värmland. Hon ville tidigt bli regissör men på moderns inrådan studerade hon dans och koreografi vid Mary Wigman Schule i Dresden 1937–1939 för att bli danspedagog. Därefter arbetade hon vid Studioscenen i Stockholm. År 1944 fick hon anställning som koreograf vid Helsingborgs stadsteater, där Ingmar Bergman var chef och regissör. De inledde ett kreativt samarbete och tillsammans gjorde de flera uppmärksammade uppsättningar som Elsa Collins och Brita von Horns Aschebergskan på Widtskövle, Carl Erik Soyas Fan ger ett anbud och Hjalmar Bergmans Sagan. Utöver sitt arbete som koreograf, regisserade och skådespelade Ellen Bergman även under perioden i flera av teaterns pjäser.
År 1946 flyttade familjen till Göteborg, då Ingmar Bergman blev chef för Göteborgs stadsteater. Premiärföreställningen av Albert Camus Caligula var tillika världspremiär och uppsättningen blev mycket lovordad. Den var inte bara en seger för Ingmar Bergman, även Anders Ek, som spelade titelrollen, fick ett storartat genombrott. Ellen Bergman nämns sällan i detta teaterhistoriska sammanhang, men makarnas samarbete var tätt. Tillsammans gjorde de även en mycket lovordad uppsättning av Jean Anouilhs Tjuvarnas bal.
År 1955 utsågs Ellen Bergman till chef för Karlstads teater. Mellan 1957 och 1959 arbetade hon som regissör och koreograf vid Uppsala stadsteater. Därefter drev hon friluftsteatern Slottsskogsteatern 1961–1962 och Atelierteatern 1965–1969. Atelierteatern, som hade bildats 1951, var scen för experimentell teater och under Ellen Bergmans ledning fick flera av samtidens nya europeiska dramer sin Sverigepremiär där. Teatern blev även en språngbräda för många unga skådespelare. På båda dessa teatrar, och på Folkets Hus Teater på Järntorget, satte hon upp barnteaterpjäser, som hon själv författat.
År 1974 skapade hon Göteborgs kammarteater på herrgården Stora Holm på Hisingen, där hon också bodde. Här kombinerade hon mat- och avancerade teaterupplevelser på ett för den tiden unikt sätt. Verksamheten lades ner 1986.
Ellen Bergman var hela sitt liv mycket engagerad i barnkultur. Åren 1950–1951 publicerades den numera välkända serietecknaren Rune Andréassons serie ”Tant Ellens dansskola” i Göteborgs-Postens lördagsbilaga. Det var ett samarbete som utgick från Ellen Bergmans verksamhet som danspedagog och koreograf. Hon verkade också för en förnyelse av barnteatern och arbetade med teaterverksamhet för personer med funktionsvariationer, bland annat med barnpatienter på Sahlgrenska sjukhusets psykiatriska avdelning. År 1996 startade hon Teater med stol, en teatergrupp där alla skådespelarna var rullstolsburna.
På 2000-talet var Ellen Bergman en av dem som aktivt arbetade för rätten till dödshjälp. Tillsammans med sitt barnbarn, fotografen Lina Ikse Bergman, gjorde hon 2006 boken Tre frågor där hon ställde frågor om åldrandet och döden till 48 personer. År 1982 erhöll hon Göteborgs Stads förtjänsttecken för sin gärning.
Ellen Bergman dog i Stockholm 2007. Hon är begravd på Örgryte gamla kyrkogård.

## Koreograf
- 1949 – Törst

## Teater

### Roller (ej komplett)
| År   | Roll   | Produktion                  | Regi           | Teater                   |
| ---- | ------ | --------------------------- | -------------- | ------------------------ |
| 1944 | Häxa 1 | Macbeth William Shakespeare | Ingmar Bergman | Helsingborgs stadsteater |

### Regi (ej komplett)
| År   | Produktion         | Upphovsmän                                       | Teater                    |
| ---- | ------------------ | ------------------------------------------------ | ------------------------- |
| 1958 | Fort Christina     | Alf Henrikson, Erik Lundegård och Lennart Nyblom | Uppsala-Gävle Stadsteater |
| 1959 | Femton snören guld | Zhu Sucheng Översättning Per Erik Wahlund        | Uppsala-Gävle Stadsteater |
| 1965 | Maskerad Mascarade | Ludvig Holberg Översättning Nils-Olof Franzén    | Fästningsspelen i Varberg |

### Koreografi (ej komplett)
| År   | Produktion                  | Upphovsmän                     | Regi           | Teater                   |
| ---- | --------------------------- | ------------------------------ | -------------- | ------------------------ |
| 1944 | Aschebergskan på Widtskövle | Brita von Horn och Elsa Collin | Ingmar Bergman | Helsingborgs stadsteater |
| 1944 | Fan ger ett anbud           | Carl Erik Soya                 | Ingmar Bergman | Helsingborgs stadsteater |
| 1944 | Macbeth                     | William Shakespeare            | Ingmar Bergman | Helsingborgs stadsteater |
| 1945 | Kriss-Krass-Filibom, revy   | Rune Moberg och Sture Ericson  | Ingmar Bergman | Helsingborgs stadsteater |
| 1945 | Sagan                       | Hjalmar Bergman                | Ingmar Bergman | Helsingborgs stadsteater |
| 1946 | Caligula                    | Albert Camus                   | Ingmar Bergman | Göteborgs stadsteater    |
| 1948 | Tjuvarnas bal               | Jean Anouilh                   | Ingmar Bergman | Göteborgs stadsteater    |